# John Harding, 1. Baron Harding of Petherton

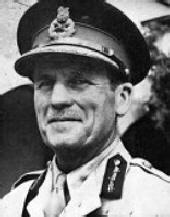
John Harding, 1. Baron Harding of Petherton

Allan Francis Harding, 1. Baron Harding of Petherton GCB, CBE, DSO & Two Bars, MC, genannt John Harding (* 10. Februar 1896 in South Petherton, Somerset; † 20. Januar 1989 in Nether Compton, Dorset), war ein britischer Feldmarschall, Gouverneur von Zypern und Chef des Imperialen Generalstabes.

## Leben
John Harding besuchte zunächst die Schule in Ilminster, Somerset, und studierte dann am King’s College London. Zu Beginn des Ersten Weltkriegs trat er in die British Army ein. Er kämpfte 1915 als Second Lieutenant in der Schlacht von Gallipoli und ab 1917 als Lieutenant an der Palästinafront. In der Zwischenkriegszeit war er zeitweise in Indien stationiert, wurde 1923 zum Captain befördert und absolvierte von 1928 bis 1929 Staff College Camberley eine Stabsoffiziersausbildung. 1935 stieg er zum Major und 1939 zum Lieutenant-Colonel auf.
Zu Beginn des Zweiten Weltkrieges diente er als Bataillonskommandeur in Wasiristan und wurde Mentioned in dispatches. Im Oktober 1940 wurde er als Colonel und temporärer Brigadier nach Ägypten versetzt. Dort befehligte er unter anderem 1942 die 7. Panzerdivision, die berühmten „Wüstenratten“ gegen die deutsch-italienischen Verbände. Bei Kriegsende kommandierte er das XIII. Armeekorps. 1944 wurde er als Knight Commander des Order of the Bath geadelt und zum Major-General befördert.
1946 wurde John Harding als Lieutenant-Generalder Nachfolger von Harold Alexander, als Befehlshaber der britischen Truppen im Mittelmeerraum. Ab 1948 war er Oberbefehlshaber der britischen Landstreitkräfte im Fernen Osten, wurde 1959 zum General befördert und wurde 1951 Oberbefehlshaber der Britischen Rheinarmee. 1951 wurde er auch zum Knight Grand Cross des Order of the Bath erhoben. 1952 bis 1955 war er Chef des Imperialen Generalstabes. In dieser Funktion wurde er 1953 zum Field Marshal befördert.
Am 3. Oktober 1955 wurde John Harding Gouverneur von Zypern und zugleich Oberkommandierender der britischen Truppen auf Zypern. Dieses Amt hielt er bis zum 22. Oktober 1957. In dieser Zeit entlud sich der Widerstand gegen die Kolonialmacht gewaltsam in einem von der EOKA (Ethniki Organosis Kyprion Agoniston) organisierten terroristischen Aufstand. Seine Versuche, mit Griechen und Türken auf der Insel zu verhandeln, schlugen fehl. Harding musste erhebliche Anstrengungen aufbringen, um den Terrorismus einzudämmen. So veranlasste er, dass das Oberhaupt der Griechen auf der Insel, Erzbischof Makarios III., für ein Jahr auf die Seychellen ins Exil musste. Obwohl seine Truppen teilweise mit hoher Brutalität vorgingen, vermochten sie den Terrorismus nicht vollständig zu bezwingen.
Nach seiner Rückkehr nach England wurde ihm am 17. Februar 1958 die erbliche Peerwürde eines Baron Harding of Petherton, of Nether Compton in the County of Dorset, verliehen. Er wurde dadurch Mitglied des House of Lords. Diesen Titel erbte nach seinem Tod sein Sohn John Charles Harding.